# Liste der Internationalen Meister (Verleihung 1973)

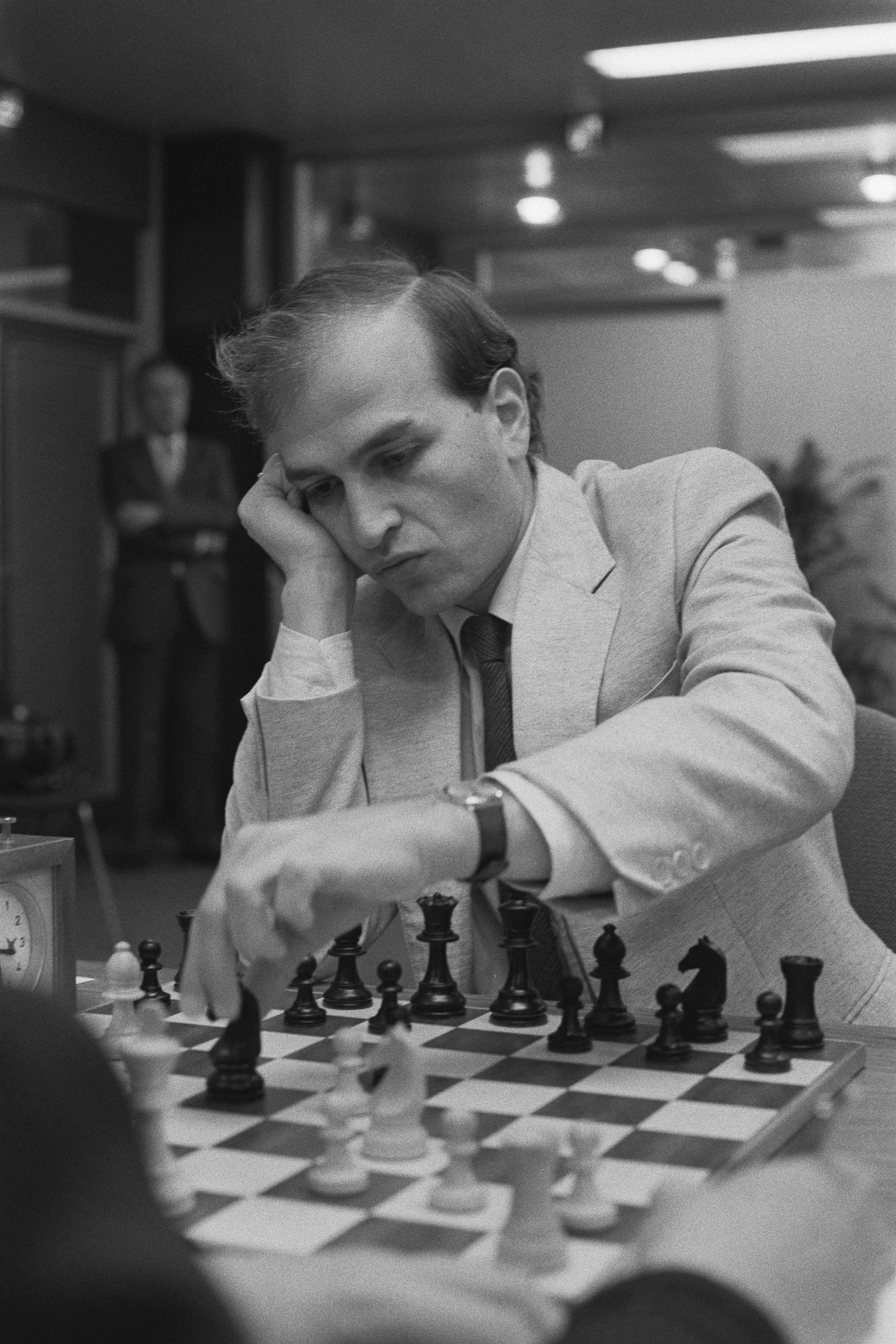
Alexander Beliavsky gewann viermal die sowjetische Meisterschaft.

Die Liste der Internationalen Meister des Jahres 1973 führt alle Schachspieler auf, die im Jahr 1973 vom Weltschachbund FIDE den Titel Internationaler Meister erhalten haben.
Im Februar 2020 sind noch sieben der damals 16 geehrten Spieler am Leben. Acht der 16 Spieler erreichten später den Großmeistertitel.

## Legende
Die Tabelle enthält folgende Angaben:
- Name: Nennt den Namen des Spielers.
- Land: Nennt das Land, für das der Spieler 1973 spielberechtigt war.
- Lebensdaten: Nennt das Geburtsjahr und gegebenenfalls das Sterbejahr des Spielers.
- GM: Gibt für Spieler, die später zum Großmeister ernannt wurden, das Jahr der Verleihung an.
- weitere Verbände: Gibt für Spieler, die früher oder später für mindestens einen anderen Verband spielberechtigt waren, diese Verbände mit den Zeiträumen der Spielberechtigung (sofern bekannt) an. Verbandswechsel aufgrund der deutschen Wiedervereinigung werden nicht aufgeführt, sonstige Wechsel zu einem Nachfolgestaat sind berücksichtigt, sofern der Spieler zu diesem Zeitpunkt noch schachlich aktiv war.

## Liste
| Name                  | Land                            | Lebensdaten | GM   | weitere Verbände                           |
| --------------------- | ------------------------------- | ----------- | ---- | ------------------------------------------ |
| Alexander Beliavsky   | Sowjetunion                     | 1953        | 1980 | Ukraine (1992–1995), Slowenien (seit 1996) |
| Jozef Boey            | Belgien                         | 1934–2016   |      |                                            |
| Ricardo Calvo Mínguez | Spanien                         | 1943–2002   |      |                                            |
| Jürgen Dueball        | Bundesrepublik Deutschland      | 1943–2002   |      |                                            |
| Bertus Enklaar        | Niederlande                     | 1943–1996   |      |                                            |
| William Hartston      | England                         | 1947        |      |                                            |
| Ole Jakobsen          | Dänemark                        | 1942–2010   |      |                                            |
| Rainer Knaak          | Deutsche Demokratische Republik | 1953        | 1975 |                                            |
| Hennadij Kusmin       | Sowjetunion                     | 1946–2020   | 1973 | Ukraine (ab 1992)                          |
| Pejtscho Peew         | Bulgarien                       | 1940–2007   |      |                                            |
| Ján Plachetka         | Tschechoslowakei                | 1945        | 1978 | Slowakei (seit 1993)                       |
| Juri Rasuwajew        | Sowjetunion                     | 1945–2012   | 1976 | Russland (ab 1992)                         |
| Oleh Romanyschyn      | Ukraine                         | 1952        | 1976 | Ukraine (seit 1992)                        |
| Tan Lian Ann          | Singapur                        | 1947        |      |                                            |
| Lothar Vogt           | Deutsche Demokratische Republik | 1952        | 1976 |                                            |
| Witali Zeschkowski    | Sowjetunion                     | 1944–2011   | 1976 | Russland (ab 1992)                         |